# Skippy, das Buschkänguruh
Skippy, das Buschkänguruh (Originaltitel: Skippy) ist eine australische Fernsehserie.
Diese Abenteuerserie für Kinder wurde von 1967 bis 1969 produziert. Die Serie mit dem grauen Känguru war ein großer Erfolg und wurde in 128 Ländern ausgestrahlt. Sie zählt neben Flipper, Daktari und Fury zu den Klassikern bei den Tierfilmserien. Skippy brachte es somit zum ersten australischen Superstar überhaupt. Regie führte unter anderem der australische Schauspieler Ed Devereaux, der auch eine der Hauptrollen spielte. Von der Serie wurden 91 Folgen produziert. Die Titelmelodie stammt von Eric Jupp und wurde ebenfalls sehr bekannt. 1969 entstand ein Spielfilm und 1992 wurde mit neuen Darstellern eine Neuauflage der Serie gedreht, der allerdings kein Erfolg beschieden war.
Von 1969 bis 1975 sendete das Deutsche Fernsehen nur 48 Folgen. Ab dem Jahr 2002 zeigte Kabel 1 in einer neuen Synchronfassung alle Folgen.
Skippy, das Buschkänguruh bildete die Grundlage für die australische Zeichentrickserie Skippy der Buschpilot.

## Handlung
Matt Hammond ist Wildhüter im fiktiven australischen Waratah-Nationalpark. Sein Sohn Sonny ist mit einem Känguru namens Skippy befreundet. Egal ob nun Gefahr durch Buschfeuer oder Verbrecher droht, Skippy ist immer zur rechten Zeit zur Stelle, um Menschen oder Tiere zu retten.